# Hemme
Hemme ist eine Gemeinde im Kreis Dithmarschen in Schleswig-Holstein.

## Geographie

### Geographische Lage
Das Gemeindegebiet von Hemme erstreckt sich im Naturraum Dithmarscher Marsch nordnordwestlich von Heide.

### Gemeindegliederung
Neben dem Kirchdorf gleichen Namens befinden sich auch die Wohnplätze Hemmerfeld, eine Streusiedlung, sowie die weiteren Dörfer Hemmerwurth und Zennhusen im Gemeindegebiet.

### Nachbargemeinden
Nachbargemeinden sind im Uhrzeigersinn im Norden beginnend die Gemeinden Groven, Rehm-Flehde-Bargen, Stelle-Wittenwurth, Neuenkirchen, Strübbel und Karolinenkoog (alle im Kreis Dithmarschen).

## Geschichte

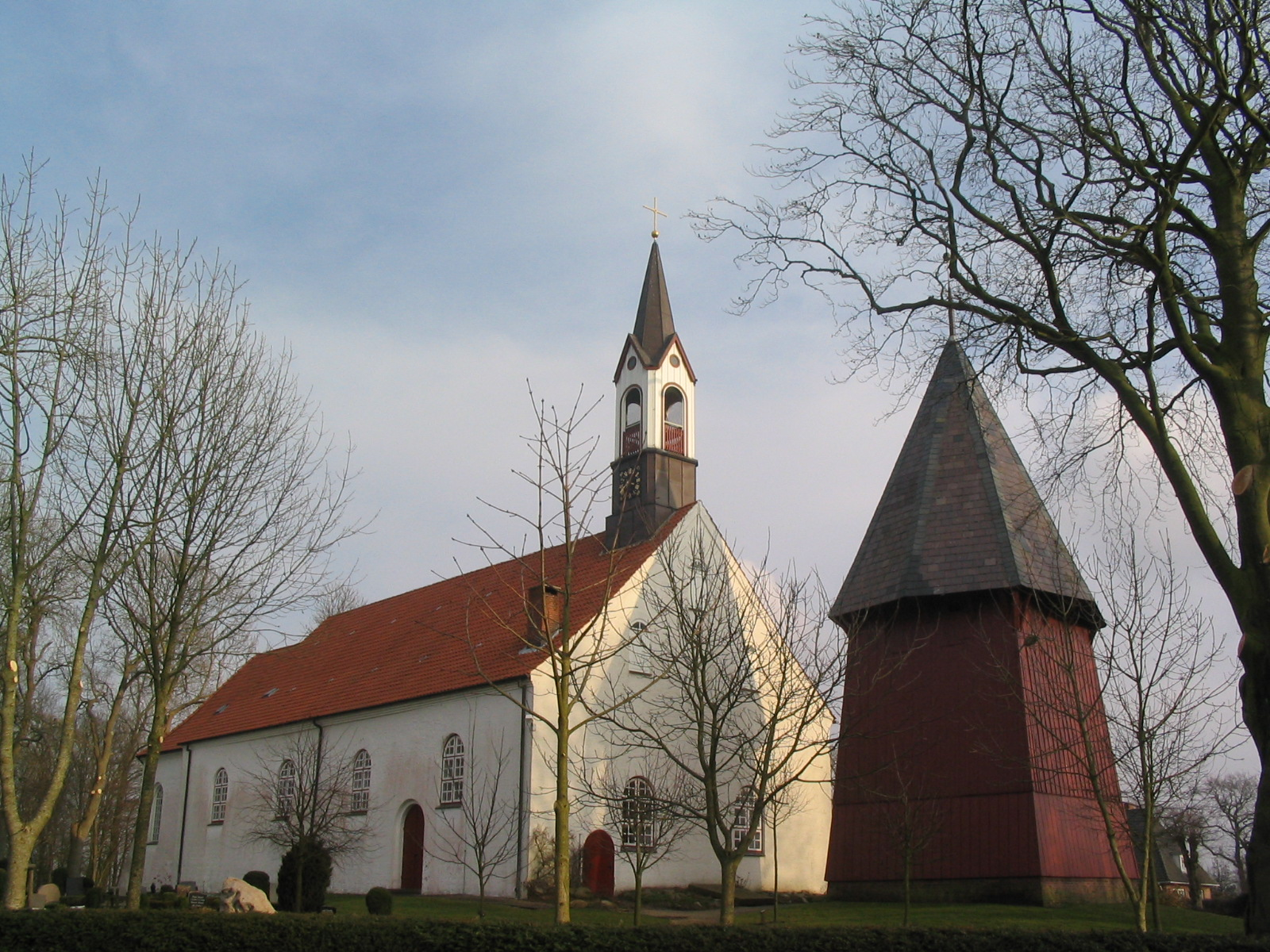
St.-Marien-Kirche mit davor errichtetem Glockenstapel

Die St.-Marien-Kirche aus dem 14. Jahrhundert ist eine gotische Kirche aus Ziegelmauersteinen. Als eigenständiges Kirchspiel wurde Hemme 1323 erstmals urkundlich erwähnt. Die Kirche mit Saal und durch einen flachrunden Chorbogen abgeteilten dreiseitigen Chor befindet sich auf einer Wurt. Ein Großteil der Innengestaltung stammt aus dem 16. und 17. Jahrhundert. Einzigartig ist die Darstellung von 121 Szenen aus der Bibel, die entlang der Kirche als Wandvertäfelung beginnen. Sie entstanden um 1650, beginnen mit der Erschaffung Adams und enden mit einer Darstellung von Jesus Christus als Heiland der Welt. Der zur Kirche gehörende hölzerne Glockenturm besteht seit Gründung der Kirche.
Am 1. April 1934 wurde die Kirchspielslandgemeinde Hemme aufgelöst. Sie wurde ohne gebietliche Veränderungen in die Gemeinde Hemme übergeführt.
Vom 22. August 1877 bis 1958 hatte die Gemeinde einen Bahnanschluss an der Bahnstrecke Heide–Karolinenkoog. Der Bahnhof befand sich an der Dorfstraße westlich von der heutigen Unterführung der B 5.
Bis 1965 bildeten die Gemeinden Hemme und Karolinenkoog das Kirchspiel Hemme.

## Politik

### Gemeindevertretung
Bei der Kommunalwahl am 14. Mai 2023 wurden insgesamt neun Sitze vergeben. Diese fielen erneut alle an die Wählergemeinschaft Hemme. Die Wahlbeteiligung betrug 44,1 %.

### Wappen
Blasonierung: „In Blau, auf einer lehnenlosen goldenen Bank sitzend, die golden nimbierte und bekrönte silberne Gottesmutter mit goldenem Haar, die in der rechten Hand einen goldenen Rosenstengel hält; mit der linken Hand umfängt sie den auf der Bank stehenden, golden nimbierten silbernen Jesusknaben, der in der linken Hand einen goldenen Lilienstengel hält.“
Die Vorlage für das Gemeindewappen war das historische Siegel des Kirchspiels Hemme aus dem 13. Jahrhundert, welches nur wenig verändert wurde. Die aus einer älteren Kapelle hervorgegangene Kirche des Ortes war „unserer lieben Frauen“ geweiht. Schutzpatronin war also die Jungfrau Maria. Wie schon im Kirchspielsiegel wird die mit der Krone der Himmelskönigin gekrönte Gottesmutter mit dem stehenden Jesusknaben neben sich dargestellt.

## Kultur und Sehenswürdigkeiten

### Vereine und Organisationen
Die beiden mitgliederstärksten Organisationen in Hemme sind der Sportverein Hemme und die Freiwillige Feuerwehr Hemme. Beide prägen das Dorfleben durch regelmäßige Veranstaltungen. Weiterhin bestehen am Ort der SSC Hemme (Schießsportclub), ein Ortsverband vom Sozialverband Deutschland.

## Wirtschaft und Infrastruktur

### Wirtschaftsstruktur
Das Wirtschaftsleben in der Gemeinde ist sehr ländlich strukturiert. Im Außenbereich dominieren heute, neben der landwirtschaftlichen Urproduktion, aufgrund Windhöffigkeit in der flachen, küstennahen Landschaft die erneuerbare Energieproduktion durch Windkraftanlagen. Sie bilden in Teilen zusammen den Windpark Hemme. Er zählt zu den größten Windparks in Schleswig-Holstein.

### Unternehmen
In Hemme gibt es einige Handwerksbetriebe und Dienstleistungsunternehmen, dazu gehören ein Stickereibetrieb, ein Betrieb für Verkauf und Reparatur von Land- und Baumaschinen sowie Forst- und Gartengeräten, ein Maler, eine Heizungs- und Sanitärfirma, eine Tankstelle mit Shop, eine weitere Tankstelle mit Kartenbetrieb und ein Wohnmobil-Service.

### Verkehr
Durch das Gemeindegebiet verläuft die Bundesstraße 5 im Abschnitt zwischen Tönning und Heide. Sie bildet die Verlängerung der Bundesautobahn 23 nach Nordfriesland und führt bis zur dänischen Grenze bei Tondern. In ihrer Funktion als Hauptverkehrsachse an der schleswig-holsteinischen Westküste zu verschiedenen dort liegenden Tourismuszentren (beispielsweise die Nordfriesischen Inseln oder an der dänischen Nordseeküste) herrscht hier, vor allem in Ferienzeiten, ein starkes Verkehrsaufkommen.
An der höhenfrei ausgebauten Anschlussstelle beim Hauptort kreuzt die schleswig-holsteinische Landesstraße 156 auf der Strecke von Friedrichstadt über Lunden nach Wesselburen und in den Bereich Büsum.

## Persönlichkeiten

### Söhne und Töchter der Gemeinde
- Gustav Thomsen (1833–1915), Reichstagsmitglied von 1881 bis 1898

### Mit Hemme verbunden
- Gustav Frenssen (* 1863 in Barlt ; † 1945 ebenda), Schriftsteller und Theologe, wurde 1892 Pastor in Hemme.
- Andrea Krehky (* 1960 in ? ; † 2004 in Hemme), Sängerin der Gruppe Godewind, lebte hier bis zu ihrem Tod.